# ユリコ・バッケス
ユリコ・バッケス（Yuriko Backes、1970年12月22日 - ）は、ルクセンブルクの政治家。2023年よりルクセンブルクの国防相を務めている。

## 経歴
兵庫県神戸市生まれ。外交官として駐在した2年を含め計12年間を日本で過ごしたという欧州政界では異色の経歴を持つ。
2022年1月5日に財務大臣に就任。ルクセンブルクでは女性初の財務大臣誕生が大きな話題となった。2023年11月17日から防衛・男女平等および多様性・モビリティおよび公共事業担当大臣。